# Efeito Weissenberg
Efeito Weissenberg é um efeito pode ser observado quando se gira um bastão no interior de um recipiente contendo um polímero fundido ou em solução.
No caso de um fluido newtoniano, é observado um abaixamento no nível do fluido na região adjacente ao bastão, devido a força centrífuga. No caso de polímeros ocorre o deslocamento do material para o centro do recipiente e consequentemente, o fluido sobe pelo bastão. 
Ocorre porque o fluxo tangencial anelar do polímero causa uma tensão extra na direção tangencial ao fluxo quando comparada com a tensão na direção radial. Havendo assim uma diferença entre tensão radial e tangencial. Esta diferença é responsavel pela tendencia do fluido subir pelo bastão e pelo aumento na pressão com o decréscimo do raio. Esse é conhecido como Efeito de Weisenberg. 